# Squid (band)
Squid is een Engelse postpunk-band, afkomstig uit Brighton en sinds 2021 residerend in Bristol. De band bestaat uit zanger en drummer Ollie Judge, gitaristen Louis Borlase en Anton Pearson, bassist Laurie Nankivell en toetsenist Arthur Leadbetter.
Na al vier ep's en acht singles uitgebracht te hebben, kwam in 2021 het debuutalbum Bright Green Field uit, dat hoog werd geprezen door recensenten en tot positie vier reikte in de UK Albums Chart en tot plek één in de UK Indie charts. De opvolger O Monolith werd in 2023 uitgebracht en kreeg vergelijkbare kritieken.
Zelf rekenen ze Neu! en This Heat tot hun invloeden.

## Bandleden
- Ollie Judge  - zang, drums
- Louis Borlase  - gitaar, basgitaar, zang
- Arthur Leadbetter  - toetsen, snaarinstrumenten, cello, percussie
- Laurie Nankivell - basgitaar, koperblaasinstrumenten, percussie
- Anton Pearson - gitaar, basgitaar, zang, percussie

## Discografie

### Albums
- 2021 Bright Green Field
- 2023 O Monolith
- 2025 Cowards

### Ep's
- 2017 LINO
- 2019 Town Centre
- 2020 Natural Resources
- 2021 Near the Westway

### Singles
- 2016 "Perfect Teeth"
- 2018 "Terrestrial Changeover Blues (2007–2012)"
- 2018 "The Dial"
- 2019 "Houseplants"
- 2019 "The Cleaner"
- 2019 "Match Bet"
- 2020 "Sludge"
- 2020 "Broadcaster"
- 2021 "Narrator"
- 2021 "Paddling"
- 2021 "Pamphlets"
- 2021 "America!"
- 2023 "Swing (In A Dream)"
- 2023 "Undergrowth"
- 2023 "The Blades"
- 2024 "Fugue (Bin Song)"